# Paramesodes mokanshanae
Paramesodes mokanshanae är en insektsart som beskrevs av Wilson 1983. Paramesodes mokanshanae ingår i släktet Paramesodes och familjen dvärgstritar. Inga underarter finns listade i Catalogue of Life.